# Puig de Calbet
El Puig de Calbet és una muntanya de 1.893 metres d'altitud del límit dels termes comunals dels Angles, de la comarca del Capcir, i de la Llaguna, de la del Conflent, a la Catalunya del Nord. És al nord-oest de la zona central del terme de la Llaguna i al sud-est del dels Angles, al sud del Bosc del Senescal, al sud-oest del Bosc del Calbet i al nord-est del Bosc Estatal de Barrès.